# Amazona autumnalis lilacina
Amazona autumnalis lilacina is een ondersoort van de geelwangamazone (A. autumnalis). Het is een papegaaiachtige uit de familie papegaaien van Afrika en de Nieuwe Wereld (Psittacidae). Het is een bedreigde, endemische ondersoort amazonepapegaai in Ecuador die volgens BirdLife International de status van soort heeft.

## Kenmerken
De vogel is 31 tot 35 cm lang. Deze ondersoort lijkt sterk op de ondersoort A. a. salvini. De bevedering in het "gezicht" is meer egaal en helder geelgroen en de rode vlek is groter. Ook hebben veren op de kruin rode randen.

## Verspreiding en leefgebied
De vogel komt voor in Ecuador en de leefgebieden liggen in mangrovebos en droge tropische bossen. Deze leefgebieden worden bedreigd want sinds het midden van de 20ste eeuw moeten in de kustgebieden mangrovebossen plaatsmaken voor garnalenkwekerijen. Ook de droge bossen worden steeds meer geëxplodeerd en daarnaast is er handel in gevangen papegaaien. De populatiegrootte werd in 2018 geschat op 600 tot 1700 volwassen individuen. De vogel staat als bedreigd op de Rode Lijst van de IUCN.